# Årupgård depotfund
Årupgård depotfund er et depotfund fra Årupgård i Tamdrup Sogn vest for Horsens i Jylland, der stammer fra bondestenalderen omkring 3500-3300 f.v.t. Fundet blev gjort i 1958 da man gravede grus, og det består af et lerkar med 271 ravperler og spiralringe af importeret kobbertråd fra Cucuteni-kulturen.
Ved Bygholm omkring 4 km fra Årupgård er der ligeledes blevet fundet kobbergenstande i form af fire flade økser og tre spiralarmringe.